# Gràcia (metropolitana di Barcellona)
Gràcia è una stazione della metropolitana di Barcellona e della rete della FGC appartenente al blocco del Metro del Vallès, situata nella plaça de Gal·la Placídia nel distretto di Gràcia di Barcellona.
L'attuale stazione è stata inaugurata nel 1929 con il sotterramento della linea de Gracia della FGC, ma la stazione non servì al servizio di trasporto metropolitano fino al 1954 quando aprì le sue porte grazie alla costruzione prima del tratto che sale fino alla Avinguda del Tibidabo e alcuni anni dopo del tratto da Sarrià a Reina Elisenda.
Nel 1982 si crearono le linee U6 e U7 e divenne una stazione della metropolitana a tutti gli effetti, nella stazione però fermano anche treni delle linee suburbane.

## Accessi
- Plaça de Gal·la Placídia
- Via Augusta